# 1954 en Ontario
Chronologie de l'Ontario
- 1950
- 1951
- 1952
- 1953
- 1954
- 1955
- 1956
- 1957
- 1958

Cette page concerne des événements d'actualité qui se sont produits durant l'année 1954 dans la province canadienne de l'Ontario.

## Politique
- Premier ministre : Leslie Frost du parti progressiste-conservateur de l'Ontario
- Chef de l'Opposition :
- Lieutenant-gouverneur :
- Législature :

## Événements

### Octobre
- 15 octobre : l'Ouragan Hazel a fait 81 morts sur Toronto.

## Naissances
- 28 mai : John Tory, homme d'affaires, chef du Parti progressiste-conservateur de l'Ontario et maire de Toronto.
- 28 juin : Jean-Serge Brisson, chef du Parti libertarien du Canada de 1999 à 2008.

## Décès
- 24 janvier : Humphrey Hume Wrong, diplomate, historien, professeur et ambassadeur du Canada aux États-Unis (° 10 septembre 1894).
- 13 février : Agnes Macphail, députée fédéral de Grey-Sud-Est (1921-1935) et Grey—Bruce (1935-1940), députée provinciale du York-Est (en) (1943-1945, 1948-1951) et première femme à être députée dans l'histoire de l'Ontario et du Canada (° 24 mars 1890).
- 26 mai : Lionel Conacher, athlète dans plusieurs disciplines et député provincial de Bracondale (en) (1937-1943) et député fédéral de Trinity (1949-1954) (° 24 mai 1901).
- 9 octobre : Olivier Guimond, père, acteur (° 18 mars 1893).